# Прудня (Владимирская область)
Пру́дня — деревня в Меленковском районе Владимирской области России, входит в состав Денятинского сельского поселения.

## География
Деревня расположена в 9 км на юг от центра поселения села Денятино и в 10 км на север от города Меленки.

## История
В конце XIX — начале XX века деревня входила в состав Лехтовской волости Меленковского уезда, с 1926 года — в составе Меленковской волости Муромского уезда. В 1859 году в деревне числилось 27 дворов, в 1905 году — 78 дворов, в 1926 году — 106 дворов.
С 1929 года деревня являлась центром Прудненского сельсовета Меленковского района, с 1969 года в составе — Денятинского сельсовета, с 2005 года — в составе Денятинского сельского поселения.

## Население
| 1859 | 1905 | 1926 | 2002 | 2010 | 2021 |
| ---- | ---- | ---- | ---- | ---- | ---- |
| 255  | ↗521 | ↗563 | ↘155 | ↘117 | ↗135 |

## Инфраструктура
До 2008 года в деревне действовала Пруднинская основная общеобразовательная школа.

## Известные жители
- Сидоров, Василий Семёнович (1925—1999) — советский полярник, Герой Социалистического Труда[10].